# Теніаринхоз
Теніаринхо́з (англ. Taeniarhynchosis або лат. Taeniasis saginata, також — англ. Beef tapeworm infection) — пероральний біогельмінтоз, який спричинює бичачий (неозброєний, воловий) ціп'як. Хвороба характеризується самостійним виходом з кишки людини поза актом дефекації проглотид ціп'яка та переважно шлунково-кишковими розладами. Інвазію відносять до групи Теніазів / Теніїдозів (згідно МКХ-10, код В.68).

## Історичні відомості

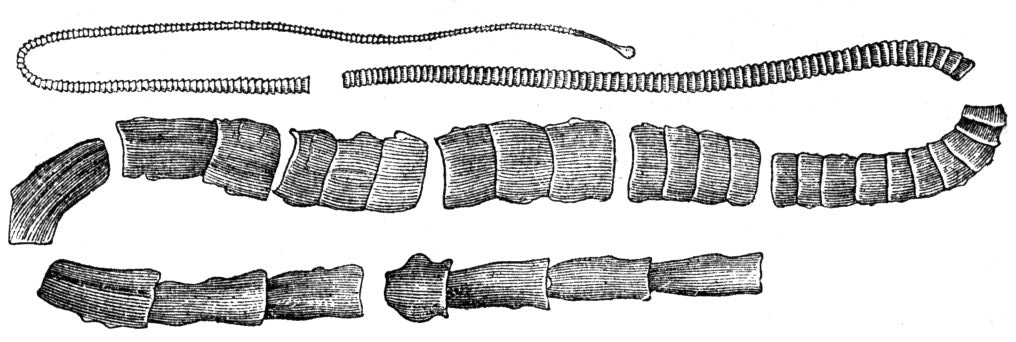
Taenia saginata

Перші медико-біологічні описи стрічкових гельмінтів були зроблені англійським лікарем Е. Тісоном у 1683 році. Систематичне положення і основні елементи життєвого циклу збудника були описані німецьким зоологом, пастором Й. Геце (1762 р.) та зоологом і письменником Д. Ф. Вайнландом (1858 р.). У 1850 році бельгійський зоолог і палеонтолог П'єр-Жозеф ван Бенеден ввів до медичного вжитку поняття «сколекс» (голівка), «стробіла» (тіло), «проглотида» (сегмент стробіли або членик). Детальне ґрунтовне вивчення біології паразита проведено німецьким лікарем Ф. Кюхенмайстером у 1851—1855 рр. В 1877 році італійський ветеринар і паразитолог Едоардо Перрончіто підтвердив, що інвазія людям передається через заражену яловичину.

## Актуальність

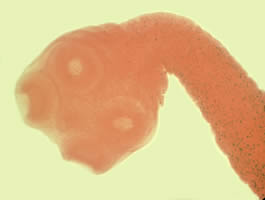
Голівка бичачого ціп'яка.

Теніаринхоз поширений повсюдно, особливо широко — у країнах Африки, Близького Сходу, Центральної та Південної Азії, Південної Америки. Зустрічається нечасто в Україні. Його відносять до тих 4-х гельмінтозів в Україні, де збудника може помітити у себе сам пацієнт. У деяких країнах хвороба зустрічається рідко через особливості харчування людини — в Індії через вірування індуїстів корова є священною твариною, яку у їжу практично не вживають.

## Етіологія

### Класифікація
Збудник гельмінтної інвазії, що зумовлена бичачим ціп'яком, Taenia saginata або Taeniarhynchus saginatus, якого відносять до роду Taenia, класу Cestoidea, типу Plathelminthes і є великим стрічковим гельмінтом довжиною до 6-10 метрів. Це один з 3-х гельмінтів людини в Україні, який може бути помічений самою інвазованою людиною. Назва Taeniarhynchus saginatus утворена комбінацією слів лат. Taenia — стрічка, rhynchus — морда, saginatus — провислий.

### Будова

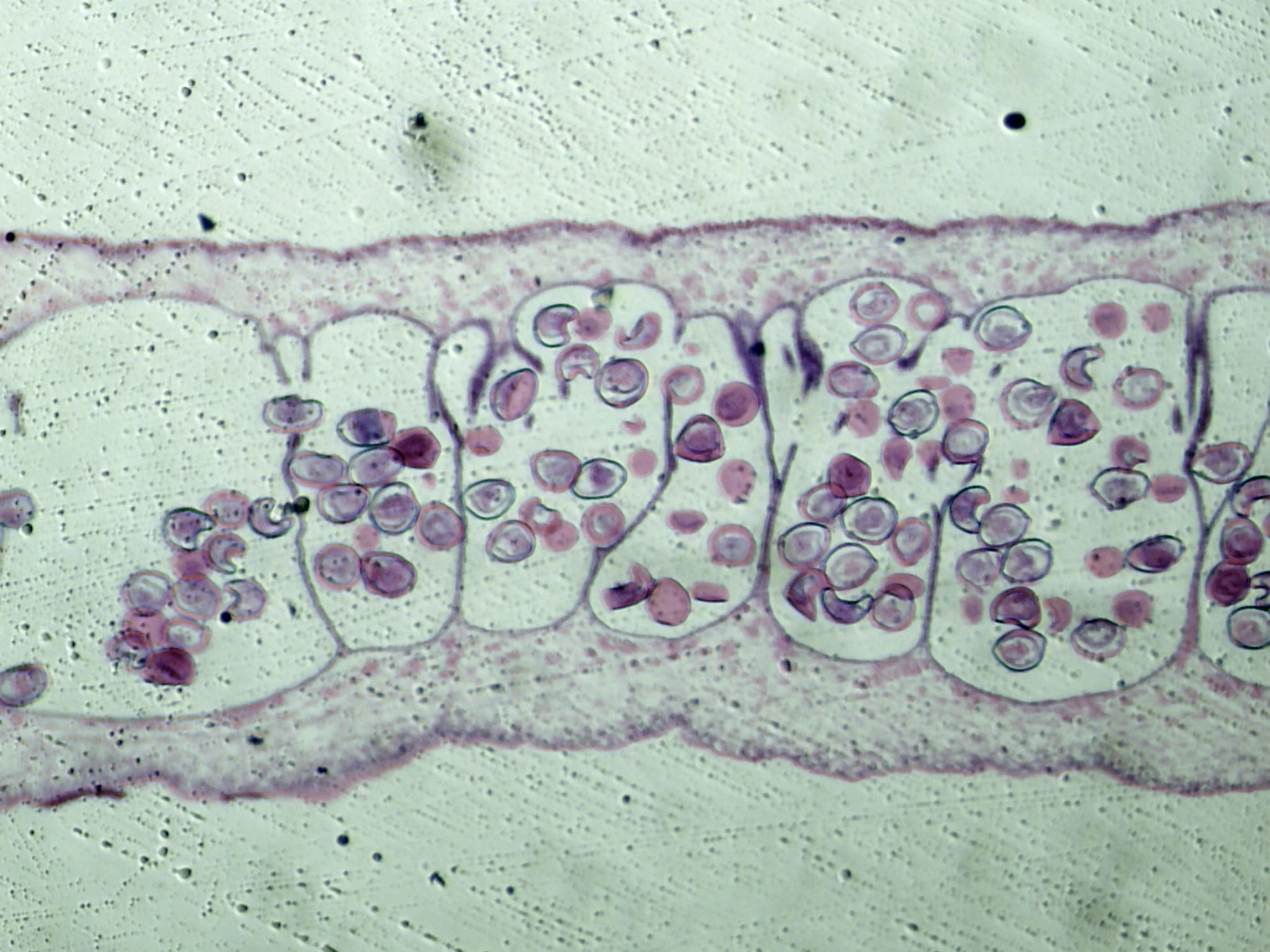
Проглотида бичачого ціп'яка, заповнена зрілими яйцями.

Сколекс (голівка) гельмінта має 4 присоски (тому це неозброєний ціп'як), стробіла складається з великої кількості (1000 і більше) проглотид. Зрілі проглотиди за забарвленістю та формою нагадують домашню локшину, розмірами в довжину до 2 см, в ширину до 0,5 см, містять понад 140 тисяч яєць. Яйця кругло-овальної форми, всередині знаходиться зародок (онкосфера).

### Життєвий цикл
Розвиток бичачого ціп'яка відбувається зі зміною хазяїв. Це біогельмінтоз. Остаточний хазяїн — людина, проміжний — велика рогата худоба. При паразитуванні дорослих особин гельмінта в кишці людини проглотиди, що відокремилися від стробіли ціп'яка, активно виповзають з кишки в зовнішнє середовище, здатні там рухатися на великі відстані, при висиханні звільняючи яйця та контамінуючи ними рослини. Така активність проглотид необхідна гельмінту, тому що подальший розвиток проходить в організмі травоїдних тварин. Виділення проглотид з кишки людини відбувається вже через 2,5-4 місяці від моменту її зараження. У яйцях за цей період відбувається дозрівання зародка. Разом з травою проглотиди або вже їх яйця заковтуються та потрапляють в травний тракт великої рогатої худоби, де внаслідок дії грубої травної поверхні трьохкамерного шлунку та його соку вони, врешті решт, розкриваються, а з них виходять зародки, який за допомогою гаків проникають в капіляри стінки дванадцятипалої кишки і потоком крові розносяться по організму. Основна маса зародків осідає в міжм'язовій сполучній тканині, де перетворюється у фіну (цистицерк — личинку, що містить лише 1 сколекс). Фіни зберігають інвазійність в тканинах великої рогатої худоби протягом 6-9 місяців.
При попаданні фін всередині яловичини паразит прикріплюється у травній системі людини до слизової оболонки проксимального відділу тонкої кишки за допомогою присосок, зростає з формуванням проглотид. Бичачий ціп'як може паразитувати в організмі людини декілька десятків років.

## Епідеміологічні особливості

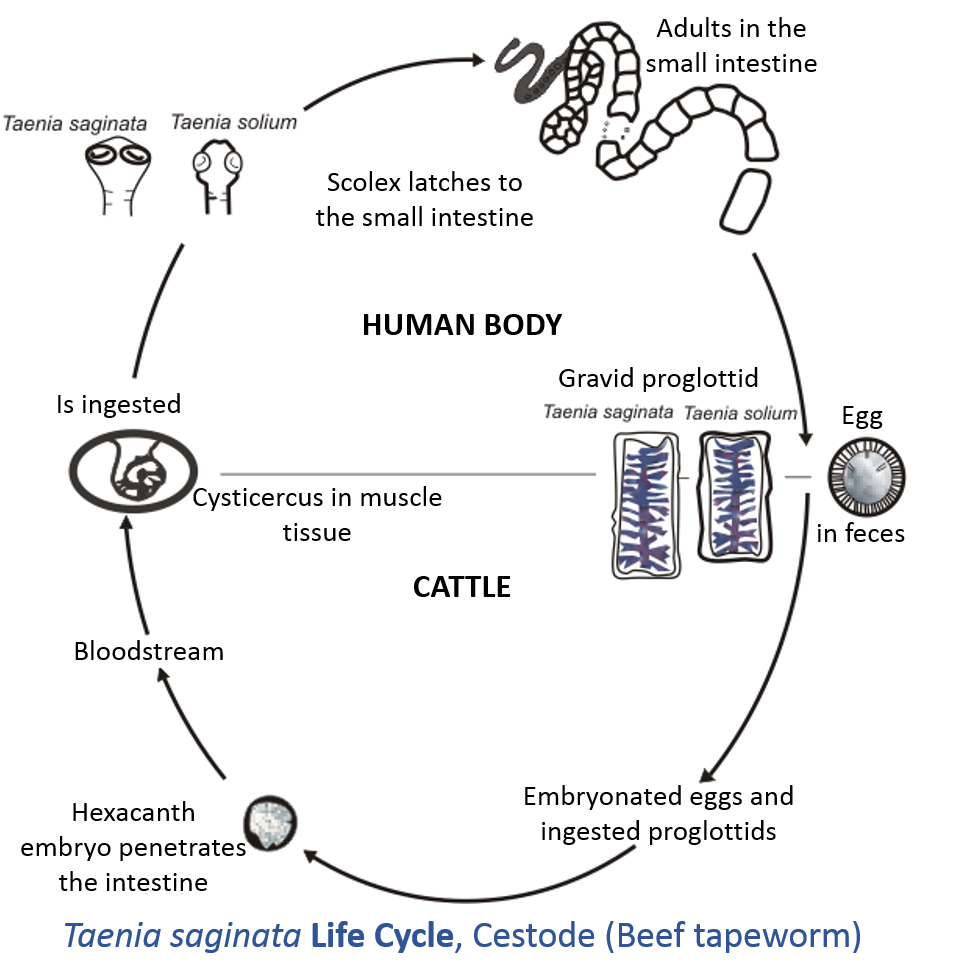
Епідеміологічний ланцюг теніаринхозу.

### Джерело інвазії
Джерело інвазії — людина, яка є єдиним остаточним хазяїном. Від нього опосередковано відбувається зараження проміжного хазяїна — великої рогатої худоби. Безпосереднє зараження здорових людей від інвазованої людини не описано.

### Механізм передачі
Механізм зараження — оральний, шлях передачі — харчовий. Зараження людини відбувається при вживанні інвазованого фінами сирого яловичого м'яса або м'ясних продуктів, приготованих з порушеннями технології кулінарної обробки.

### Сприйнятливість
Максимум зараження в Україні припадає на осінні та зимові місяці, коли в наших регіонах відбувається традиційний масовий забій худоби. Захворюваність сільського населення в 3 рази вище від міського, понад 80 % хворих складають дорослі. Стан імунітету після дегельмінтизації або опісля рідкого природного звільнення від гельмінта не вивчений.

## Патогенез
Розвиток патологічних проявів при інвазії, що спричинена бичачим ціп'яком, обумовлюється комплексним впливом паразита на організм хворого. Присоски сколекса неозброєного ціп'яка пошкоджують слизову оболонку кишки і порушують кровообіг, хоча значно менше від інших, озброєних ціп'яків. Зрідка сколекс при подальшому паразитуванні може змінювати місце своєї первинної локалізації в кишці. Активні скорочення м'язів тіла ціп'яка подразнюють механорецептори кишкової стінки, відбуваються тонічні скорочення її м'язів і, як наслідок, нападоподібний біль в різних ділянках живота. Додатковим фактором механічного впливу є активність проглотид, що відокремилися від стробіли, вони можуть спровокувати больовий синдром. Комплексне хіміко-механічне подразнення рецепторів паразитом і продуктами його обміну зумовлюють відповідні реакції з боку різних органів і систем: кишкової стінки, печінки, слизової оболонки шлунка, кровотворних органів. Інтенсивне споживання паразитом харчових речовин у процесі зростання і розвитку призводить до булімії, дефіциту найбільш цінних харчових компонентів, схуднення. Продукти метаболізму гельмінта чинять сенсибілізуючу дію на організм хворого. При зворотному випадковому потраплянні проглотид в шлунок людини яйця не вивільняються, тому що у людини. на відміну від великої рогатої худоби, недостатньо факторів травлення для порушення цілісності стінки проглотиди. З яєць бичачого ціп'яка, заковтнутих випадково, не можуть вивільнитися онкосфери теж через вищеназвану причину. Тому паразитування проміжних форм бичачого ціп'яка у людей, як це відбувається при цистицеркозі, не описано.

## Клінічні прояви
У МКХ-10 виділяють «Інвазію, яку спричинює Taenia saginata» (В68.1). Досить часто інвазія бичачим ціп'яком може проявлятися тільки неактивним виділенням проглотид гельмінта при дефекації або самостійним їх активним виходом із заднього проходу, що є патогномонічним симптомом цього гельмінтоза. Співвідношення проглотид, що активно і пасивно виділяються, складає у різних хворих від 1:3 до 1:8. Активний самостійний вихід проглотид іноді може не супроводжуватися об'єктивними проявами при проході через анус, хоча частіше хворі відчувають свербіння, відчуття повзання у ділянці анального сфінктера. Часто це відбувається вночі або вранці, тому іноді хворі виявляють проглотиди, які активно розповзаються по постільній білизні, ліжку, кімнаті, що створює ще й психологічні проблеми у пацієнтів. Проглотиди можуть виповзати з кишки при посиленні його перистальтики з будь-яких причин, в тому числі й при руху хворих, занятті фізичною діяльністю, при виконанні танцю тощо.
У клінічно виражених випадках на початку хвороби може турбувати булімія, проте яка супроводжується певним схудненням хворого. Надалі хворі відзначають загальну слабкість, печію, нудоту, тяжкість у верхній частині живота (епігастрії), біль у животі різної інтенсивності, рідше — збільшення язика, поява на ньому тріщин і відбитків зубів по краях. У ряді випадків спостерігають шкірні алергічні прояви. У частини хворих розвивається астено-невротичний синдром — запаморочення, головний біль, порушення сну. При тривалій хворобі може формуватися нормохромна анемія з відповідним клінічними проявами (тахікардія, задишка, головокружіння, шум у вухах тощо).

## Ускладнення
При закручуванні протяжної стробіли в кишці можлива механічна кишкова непрохідність, в місці прикріплення сколекса — перфорація кишкової стінки, перитоніт. Активне пересування проглотид всередині кишки може призвести до апендициту, холангіту, панкреатиту.

## Діагностика
Виявлення факту активного виповзання з кишки великих проглотид є вирішальним для клінічної діагностики теніаринхозу. У загальному аналізі крові відзначають, але не завжди, помірну еозинофілію, анемію. Нерідко дорослого бичачого ціп'яка можна виявити при рентгенологічному дослідженні з проходженням барію по кишці людини.

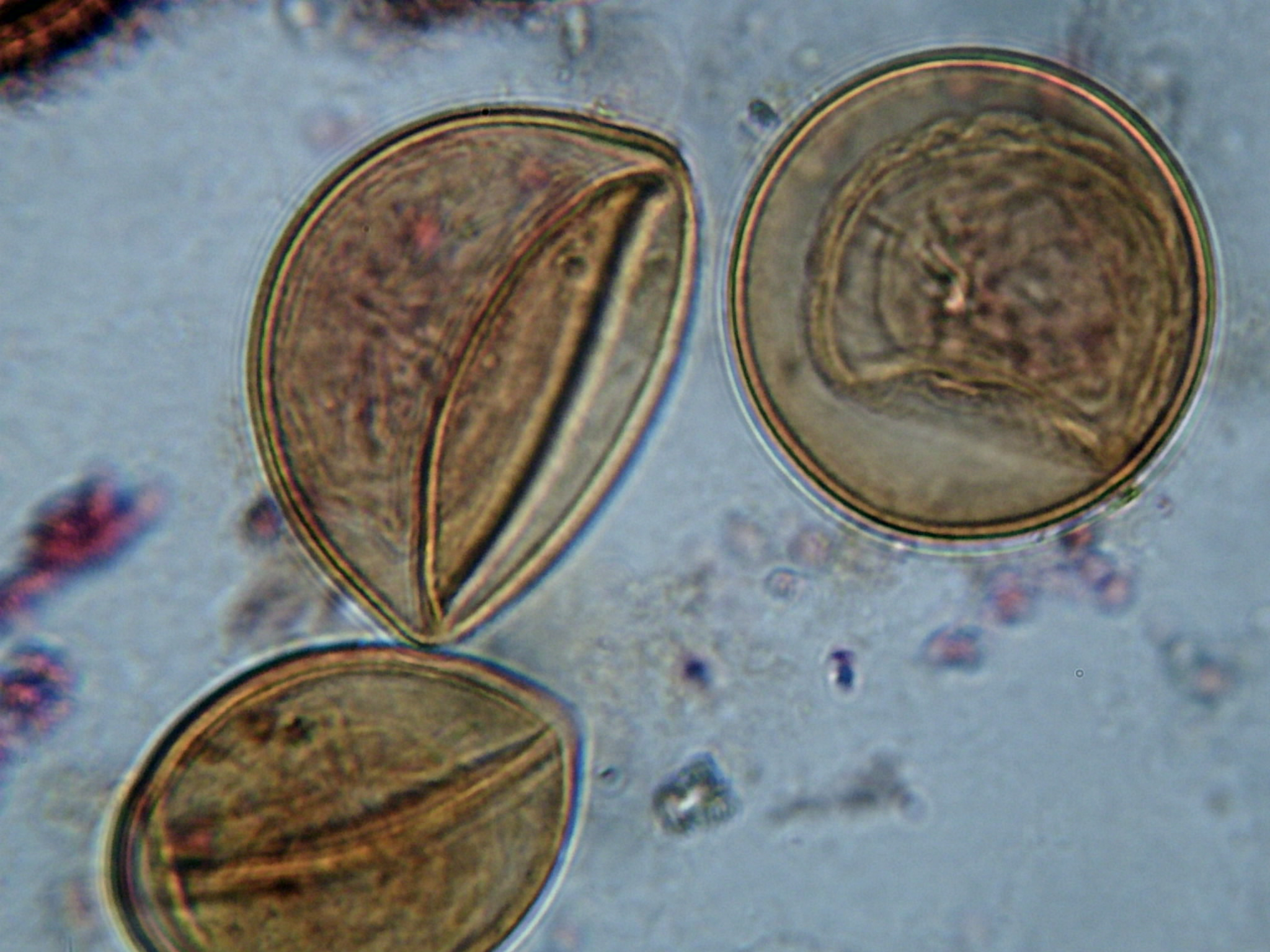
Яйця теніїд.

### Специфічна діагностика
Ґрунтується на результатах морфологічного дослідження проглотид. Особливо це потрібно у рідких випадках пасивного виділення проглотид бичачого ціп'яка з фекаліями, тому що таке виділення може відбуватися при інвазії різними ціп'яками. Яйця бичачого ціп'яка морфологічно не відрізняються від яєць свинячого ціп'яка, тому виявлення лише яєць теніїд вимагає подальшого діагностичного пошуку проглотид та їх подальшої ідентифікації.

## Лікування
Дегельмінтизацію проводять виключно у стаціонарі препаратом вибору — празиквантелем. Його призначають після добового обмеження вживання грубої їжі, багатої на клітковину. Дозу обраховують з розрахунку 25-40 мг на 1 кг маси тіла, її поділяють на 2 рази з інтервалом 4-6 годин. Контролюють ефективність проведеного лікування через 5 та 6 місяців. Інші антицестодні засоби, які використовують в розвинених країнах, на даний час в Україні не зареєстровані.

## Профілактика
Включає в себе проведення медико-санітарних заходів (виявлення осіб, інвазованих бичачим ціп'яком, їх дегельмінтизація, проведення санітарно-гігієнічних заходів, спрямованих на попередження забруднення зовнішнього середовища фекаліями хворих на теніаринхоз) і ветеринарних заходів (проведення ветеринарної експертизи на м'ясокомбінатах, продовольчих ринках). При виявленні великої кількості фін у зрізах яловичини м'ясо утилізують, при невеликій кількості — знешкоджують шляхом заморожування. Дотримання технології приготування м'ясних продуктів запобігає зараженню теніаринхозом. Знешкодження фін (загибель цистицерків) в м'ясі настає при температурі +56°С протягом 5 хвилин. Охолодження й соління протягом тривалого часу або заморожування при температурі −10°С протягом 9 днів також призводять до загибелі цистицерків.